# Chouette masquée
Strix rufipes
Espèce
Statut de conservation UICN

 LC  : Préoccupation mineure
Statut CITES
La Chouette masquée (Strix rufipes) est une espèce d'oiseaux de la famille des Strigidae.

## Répartition
Cette espèce vit depuis le centre du Chili et l'ouest de l'Argentine jusqu'en Terre de Feu, et est parfois observée sur les Malouines.

## Sous-espèces
D'après la classification de référence du Congrès ornithologique international (version 14.1, 2024), la Chouette masquée possède 2 sous-espèces (ordre phylogénique) :
- Strix rufipes sanborni Wheeler, 1938 ;
- Strix rufipes rufipes King, PP, 1827.